# Emil Omert
Emil Omert (n. 15 ianuarie 1918, Rhön-Grabfeld, Regatul Bavariei, Germania – d. 24 aprilie 1944, Finta, Dâmbovița, România) a fost un as al aviației german din cadrul Luftwaffe, care a fost decorat cu Crucea de Cavaler al Crucii de Fier în timpul celui de-al Doilea Război Mondial.

## Cariera aviatică
Omert a revendicat 70 de victorii aeriene în peste 700 de misiuni, printre care 125 de misiuni de bombardament. A revendicat, de asemenea, distrugerea a 25 de avioane la sol. Locotenentul Emil Omert a fost distins la 19 martie 1942 cu Crucea de Cavaler al Crucii de Fier pentru obținerea a 50 de victorii aeriene, recunoscându-i-se vitejia pe câmpul de luptă. A fost ucis pe 24 aprilie 1944 după ce a atacat câteva bombardiere americane cu patru motoare deasupra localității Finta Mare (România). A fost împușcat și ucis de avioanele de luptă americane în timp ce atârna în parașută.

## Decorații
- Flugzeugführerabzeichen
- Ehrenpokal der Luftwaffe (25 ianuarie 1942)[1]
- Frontflugspange
- Crucea de Fier (1939) 
  - Clasa II
  - Clasa I
- Ordinul „Virtutea Aeronautică” de război cu spade, clasa Cavaler (11 octombrie 1941) pentru că „are 118 ieșiri la inamic și 11 avioane doborâte”[2]
- Crucea de Cavaler al Crucii de Fier (19 martie 1942) în calitate de Leutnant și pilot în grupul III. / Jagdgeschwader 77[3]
- Crucea Germană de aur (17 februarie 1943) în calitate de Oberleutnant în grupul I. / Jagdgeschwader 77 [4]

## Legături externe
- TracesOfWar.com
- Aces of the Luftwaffe Arhivat în 24 mai 2019, la Wayback Machine.

| Lideri militari                       | Lideri militari                                                  | Lideri militari                     |
| ------------------------------------- | ---------------------------------------------------------------- | ----------------------------------- |
| Predecesor: Major Siegfried Freytag   | Gruppenkommandeur al II./JG 77 29 ianuarie 1944 - 3 aprilie 1944 | Succesor: Major Armin Köhler        |
| Predecesor: Hauptmann Karl Bresoschek | Gruppenkommandeur al III./JG 77 3 aprilie 1944 - 24 aprilie 1944 | Succesor: Hauptmann Karl Bresoschek |